# Megadrillus heteronevrus
Megadrillus heteronevrus là một loài ruồi trong họ Asilidae. Megadrillus heteronevrus được Macquart miêu tả năm 1839.